# Ban sheng yuan
Ban sheng yuan (半生缘), comercialitzada internacionalment com Eighteen Springs, és una pel·lícula de drama romàntic dirigida el 1997 per Ann Hui i protagonitzada per Jacklyn Wu, Leon Lai, Anita Mui, Huang Lei i Ge You. Es tracta d'una coproducció Xina-Hong Kong, basada en la novel·la homònima d'Eileen Chang.
La pel·lícula representa el desafortunat romanç entre dos amants xinesos a Xangai i Nanjing durant les dècades de 1930 i 1940, que els va destinar a estar separats durant més d'una dècada. La pel·lícula va suposar la segona vegada que Hui va dirigir una adaptació d'Eileen Chang (la primera va ser Qing cheng zhi lian el 1984).

## Títol
La novel·la es va publicar originalment a Yibao (亦报) de Xangai entre 1950 i 1951. Chang va publicar una versió revisada el 1969 a Taiwan, escurçant la durada de la separació dels amants de 18 a 14 anys i canviant el títol de 十八春 (Divuit primaver3s) a 半生緣 (Els yuan (afinitat) de mitja vida). Tot i que el títol en anglès de la pel·lícula és una traducció del títol xinès original, el títol xinès utilitza el títol revisat de la novel·la.

## Argument
Gu Manzhen (Jacklyn Wu) és una noia educada que treballa en una fàbrica de Xangai com a ajudant d'oficina. La seva germana gran Manlu (Anita Mui), que treballa com a amfitriona d'un club nocturn, manté la seva família. A la fàbrica, Manzhen coneix dos antics companys de classe, Xu Shuhui (Huang Lei) i Shen Shijun (Leon Lai), i els tres es fan amics íntims. Manzhen s'enamora de l'introvertit Shijun, que prové d'una família adinerada a Nanjing i treballa a Xangai perquè no vol heretar el negoci de marxandatge del seu pare.
Incapaç de casar-se amb l'home que estima, la Manlu decideix casar-se amb el playboy ric i decadent Zhu Hongcai (Ge You). Mentrestant, Manzhen i Shijun es troben amb obstacles pel seu amor. La família de Shijun (creient que la germana de Manzhen treballa en una ocupació sòrdida) s'oposa a la seva relació i intenta emparellar-lo amb un cosina, Shi Cuizhi (Annie Wu). Manzhen es baralla amb Shijun, i els dos se separen infeliços.
Manlu és incapaç de tenir fills. Per mantenir el seu marit, s'encarrega que Manzhen, de visita durant la nit, sigui tancada a la seva mansió i sigui violada per Zhu (que se sent atret per Manzhen). Manzhen queda embarassada i es manté presonera a la mansió de Zhu, sense poder contactar amb Shijun. Quan Shijun arriba per veure Manzhen, Manlu l'envia pensant que Manzhen ha rebutjat el seu amor a causa de les seves diferències socials.
Manzhen s'escapa de l'hospital després de donar a llum el fill de Zhu i es converteix en mestra d'escola en una altra ciutat. Quan ella escriu a Shijun, s'ha casat amb Cuizhi. Cuizhi i la seva sogra cremen les cartes de Manzhen a Shijun.
Molts anys després, la Manlu, desesperadament malalta, localitza Manzhen per demanar-li perdó. Abans de morir, torna el fill biològic de Manzhen (engendrat per Zhu) amb l'esperança que Manzhen el crii. Manzhen encara odia a Zhu (que està remordit per la violació), però decideix quedar-se amb ell pel bé del seu fill.
Catorze anys després de la seva separació, Manzhen i Shijun es retroben per casualitat al seu restaurant preferit de Xangai. Els dos es posen al dia amb les vides de l'altre i s'adonen sense esperança que, per molt que encara s'estimin, a causa de les seves altres obligacions no podran estar mai més junts.
Aleshores, la pel·lícula fa un flashback de la recerca de Shijun del guant vermell perdut de Manzhen, que va ser quan va començar el seu romanç.

## Repartiment
- Jacklyn Wu com a Gu Manzhen (顾曼桢)
- Leon Lai com a Shen Shijun (沈世钧)
- Anita Mui com a Gu Manlu (顾曼璐)
- Ge You com a Zhu Hongcai (祝鸿才)
- Annie Wu com a Shi Cuizhi (石翠芝)
- Huang Lei com a Xu Shuhui (许叔惠)
- Wang Zhiwen com a Zhang Yujin (张豫瑾)
- Liu Changwei com a Fang Yipeng (方一鹏)

## Recepció crítica
Eighteen Springs va ser ben rebuda a Hong Kong. La pel·lícula va guanyar per Anita Mui el premi a la millor actriu secundària als 17ns Hong Kong Film Awards. Jacklyn Wu va ser nominada a la millor actriu pel seu paper de Manzhen.
La pel·lícula també va tenir una bona acollida (encara que es va distribuir menys) a Occident. La revista Time Out va comparar les "veu en off retrospectives" d' Eighteen Springs amb les de Wong Kar-wai, anomenant-la "visualment exuberant i bellament en capes" i comparant-la amb "un record líric i commovedor". Els crítics singularitzaren les lloances en l'actuació de Jacklyn Wu retratant Manzhen. En una revisió exhaustiva, Shelly Kraicer va comparar l'actuació de Lai amb la de Wu i li va trobar encoratjadora:
| « | Leon Lai omple molt bé l'espai, però en les seves escenes amb ella, ell és una energia negativa: gairebé es pot veure com està treballant Wu, quanta energia ha de dedicar perquè funcionin les escenes (tot i que ho fan). | » |

Ell va lloar Wu:
| « | La Wu no tria un estil melodramàtic més fàcil i conscient per la seva representació de Shujun ("sic"). Anita Mui, com a germana gran de Shujun, mostra tant el poder com les limitacions d'aquesta opció: fa un conjunt inoblidable de posicions magníficament sinistres, que semblen dissenyades expressament per la càmera. Però un sempre és conscient que està mirant l'Anita Mui, més gran que la vida, enlluernant-nos a la pantalla. | » |

| « | Wu Chien-lien adopta un enfocament oposat, molt més difícil. Contra les expectatives imposades pel gènere del melodrama, construeix un personatge a partir de petits moments, lleugerament esbossats i delicadament matisats. Cadascun en si mateix només insinua un món emocional ple que hi ha a sota. Però a mesura que s'acumulen, a mesura que el personatge de Wu es construeix lentament, les parts s'afegeixen a un tot ric i molt commovedor. El seu enfocament coincideix perfectament amb el que la pel·lícula ensenya sobre com es forma el personatge: com la personalitat d'aquesta dona es construeix a partir de diverses peces, esdeveniments i reaccions, a partir d'una combinació de resistències i derrotes per circumstàncies (o "destí", en el llenguatge de la pel·lícula). Quan Wu mostra la commoció, la desesperació i la determinació de Manjing (sic) per sobreviure al que se li llança, tot plegat breument a la cara mentre li diuen que Shujun [sic]) s'ha casat amb una altra persona, estem presenciant una gran interpretació; que il·lumina el personatge, ressona amb l'estructura de la pel·lícula i, alhora, subverteix la seva forma obertament melodramàtica. | » |

Altres ressenyes de Eighteen Springs es van centrar en l'ús extensiu de veu en off per part de Hui.

## Premis
Eighteen Springs li va atorgar a Anita Mui el premi a la millor actriu secundària als 17ns Hong Kong Film Awards. Va ser nominat en altres sis categories:
- Millor actriu (Jacklyn Wu)
- Millor fotografia (Lee Ping-Bin)
- Millor direcció artística (Tsui Fung-Nyn, Wong Yan-Kwai)
- Millor disseny de vestuari (Miu Gwan Git)
- Millor banda sonora original (Yip Siu Gong)
- Millor cançó original ("Eighteen Springs", interpretada per Leon Lai)

Wu va rebre el premi a la millor actriu a la quarta edició dels Hong Kong Film Critics Society Awards pel seu paper a la pel·lícula.